# Agár (heraldika)
Az agár karcsú testű és hosszú orrú kutyafajta, ellentétben más heraldikai kutyákkal, mint a kopó vagy egyéb vadászkutyák. A nyakában szinte mindig nyakörvvel ábrázolják.

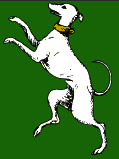
Ágaskodó agár Gelre herold címerkönyvében

Általában futó helyzetben, stilizáltan, előfordul már Gelre herold címerkönyvében is. Az angol heraldikában viszonylag gyakori mint pajzstartó. Három agár van Bulgária címerében a magyar hűbéri rendszerben. Ez néha Bulgária és Szlavónia közös címereként vagy csak Szlavónia címereként szerepel, mint például a Vízkelethy család 1569-es címerében.
Báró Apor Péter Metamorphosis Transylvaniae című művéből tudjuk, hogy a magyar főurak kedvelték az agaras vadászatot és kedvtelésből is tartották ezt az ebfajtát. Egyes vélemények szerint a magyar agár a honfoglalók egyik kutyafajtája volt.